# Aptinus
Aptinus is een geslacht van kevers uit de familie van de loopkevers (Carabidae). De wetenschappelijke naam van het geslacht is voor het eerst geldig gepubliceerd in 1810 door Bonelli.

## Soorten
Het geslacht Aptinus omvat de volgende soorten:
- Aptinus acutangulus Chaudoir, 1876
- Aptinus alpinus Dejean, 1829
- Aptinus bombarda (Illiger, 1800)
- Aptinus cordicollis Chaudoir, 1843
- Aptinus creticus (Pic, 1903)
- Aptinus displosor (L. Dufour, 1811)
- Aptinus hovorkai Hrdlicka, 2005
- Aptinus lugubris Schaum, 1862
- Aptinus merditanus Apfelbeck, 1918
- Aptinus pyranaeus Dejean, 1824